# 37mm信號彈
37毫米信號彈（英語：37mm flare），又名“1.5吋口徑彈”是一款設計用作低致命性用途的彈藥。因為此類彈藥常被警方用作催淚彈用途，此類彈藥的發射器常被一般人稱為催淚彈槍。使用37毫米彈藥的發射器通常是滑膛的，但其殺傷表現甚至比一般彈藥要好。

## 在美國的合法性
在美國， 37毫米的發射器並不被1934年國家火器法案限制，但只可使用非反人員彈藥，例如:
- 信號彈
- 煙霧彈
- 鳥彈

若使用反人員彈藥，需在美國菸酒槍炮及爆裂物管理局登記為毀滅性武器。 在某些州份，管有毀滅性武器是違法的。美國菸酒槍炮及爆裂物管理局對37毫米武器的規條如下:

美國菸酒槍炮及爆裂物管理規定 95-3:

“根據美國槍械管制法標題18第44章
和國家火器法標題26第53章，含有木、膠顆粒，或布袋的37/38毫米煙霧彈、信號彈被歸類為毀滅性武器。 ”

原文:

ATF Ruling 95-3:

“37/38 mm gas/flare guns possessed with cartridges containing wood pellets, rubber pellets or balls, or bean bags are classified as destructive devices for purposes of the Gun Control Act, 18 U.S.C. Chapter 44, and the National Firearms Act, 26 U.S.C. Chapter 53.”

一些反人員彈藥包括:
非致命性:
- 橡膠子彈
  - 棒彈(Baton rounds)
- 布袋彈

致命性彈藥:
- 鹿彈
  - 飛鏢彈

儘管有些彈藥並不歸類為毀滅性武器，但它們也不容易被非政府購買者購得。
凡含有起過0.25安士火藥的彈藥，也會被視為毀滅性武器，須向政府相關部門註冊。

## 外部連結
- Video of various 37mm flares
- exotic-firearms.com（页面存档备份，存于）
- ExoticAmmo.com（页面存档备份，存于）
- Ordnance Group LLC